# 張稚才
張稚才（?—?），南朝陈吴郡（今江苏省苏州市）人，張种族子，南齊護軍將軍張沖之孫。
張稚才年轻时孤介特立，官至尚书金部郎中。转任右丞，建康县（今江苏省南京市）令、太府卿、扬州别驾从事史，兼散骑常侍。出使北周，回国为司农、廷尉卿。历任以清白著称。

## 延伸阅读
[在维基数据编辑]
 《陳書·卷21》，出自姚思廉《陳書》